# Lyndonwort
Ein Lyndonwort ist ein nach Roger Lyndon benanntes formales Wort, das lexikographisch kleiner ist als jede Rotation seiner Buchstaben. Jedes Wort kann eindeutig in eine lexikographisch monoton fallende Folge von Lyndonwörtern zerlegt werden.

## Formale Definition
Ein Wort {\displaystyle a} ist ein Lyndonwort genau dann, wenn für jede Zerlegung {\displaystyle a=uv} mit nichtleeren Wörtern {\displaystyle u} und {\displaystyle v} gilt, dass {\displaystyle a<vu}

## Beispiele
- Ein einzelner Buchstabe ist immer ein Lyndonwort, da er nicht in zwei nichtleere Wörter zerlegt werden kann und die Bedingung somit leer ist.
- {\displaystyle {\texttt {aa}}} ist kein Lyndonwort, da mit {\displaystyle u={\texttt {a}}} und {\displaystyle v={\texttt {a}}} gilt, dass {\displaystyle {\texttt {aa}}=vu}.
- {\displaystyle {\texttt {ab}}} ist ein Lyndonwort, da {\displaystyle {\texttt {ab}}=uv} mit {\displaystyle u={\texttt {a}}} und {\displaystyle v={\texttt {b}}} die einzige Zerlegung in nichtleere Wörter ist und {\displaystyle {\texttt {ab}}<{\texttt {ba}}=vu} gilt.

## Shirshov-Zerlegung
Jedes Lyndonwort, das aus mehr als nur einem Buchstaben besteht, kann in zwei Lyndonwörter {\displaystyle u} und {\displaystyle v} mit {\displaystyle a=uv} und {\displaystyle u<v} zerlegt werden. Die Zerlegung mit kürzestem {\displaystyle u} heißt Shirshov-Zerlegung. 
Umgekehrt gilt auch, dass für alle Lyndonwörter {\displaystyle u} und {\displaystyle v} mit {\displaystyle u<v} gilt, dass {\displaystyle uv} ein Lyndonwort ist. 

## Weitere Beispiele
- Die Shirshovzerlegung von {\displaystyle {\texttt {ab}}} ist {\displaystyle {\texttt {ab}}=uv} mit {\displaystyle u={\texttt {a}}} und {\displaystyle v={\texttt {b}}}.
- Da {\displaystyle {\texttt {a}}<{\texttt {ab}}<{\texttt {b}}} Lyndonwörter sind, sind auch {\displaystyle {\texttt {aab}}} und {\displaystyle {\texttt {abb}}} Lyndonwörter.
- Auch {\displaystyle {\texttt {aabb}}} ist ein Lyndonwort. Es kann sowohl in die Lyndonwörter {\displaystyle u={\texttt {a}}} und {\displaystyle v={\texttt {abb}}} als auch in die Lyndonwörter {\displaystyle u'={\texttt {aab}}} und {\displaystyle v'={\texttt {b}}} zerlegt werden. Da {\displaystyle u} kürzer ist als {\displaystyle u'}, ist {\displaystyle uv} die Shirshovzerlegung von {\displaystyle {\texttt {aabb}}}.
- Jedes Lyndonwort hat die Struktur {\displaystyle u^{n}v^{m}}, wobei {\displaystyle u<v} Lyndonwörter sind. Auf diese Weise sieht man leicht, dass {\displaystyle {\texttt {abababbcbc}}} ein Lyndonwort ist.